# Parascrancia chadisroides
Parascrancia chadisroides är en fjärilsart som beskrevs av Sergius G. Kiriakoff 1968. Parascrancia chadisroides ingår i släktet Parascrancia och familjen tandspinnare. Inga underarter finns listade i Catalogue of Life.